# ザ・スリー・ジェントルブラザーズ
『ザ・スリー・ジェントルブラザーズ』（タイ語: คู่แท้ แม่ไม่เลิฟ The Three GentleBros）は、Hideko_Sushine の小説『เท่าที่... รัก』を原作とする2022 年のタイのテレビドラマシリーズで、カタリーヤー・マッキントッシュ (マム)、 ルーク・イシカワ・プラウデン、タワン・ウィホクラット (テイ)、アタパン・プーンサワット(ガン)、ウォラニット・ターワンウォン(ムック)、スタッター・ウドムシン(プンプン)、ラチャーナン・マハーワン(フィルム)らが出演する。
クー・エッカシット・トラクーカシムサックとパンティップ・ウィブーンタムが監督し、GMMTVがKeng Kwang Kang と共同制作した本作は、2021年12月1日のGMMTVが開催したイベント「GMMTV 2022 Borderless」にて2022年の22のドラマ プロジェクトの 1 つとして発表された。タイにおいては2022年10月10日から、GMM 25にて月曜日と火曜日の20:30 ( ICT ) に放送され、同日 22:30 (ICT) に Viuオンラインプラットフォームにて配信された。

## あらすじ
シングルマザーのピンパトラ夫人（カタリーヤ・マッキントッシュ）と、3人の息子のイチャヤ（ルーク）、M.L.テウィス（テイ）、アシラ（ガン）によるヒューマンラブストーリー。夫人は3人の息子を愛するがゆえに、彼らに最適な結婚相手を見繕ってあげようとする。しかしそんな夫人に反発する息子たちが連れてきた相手は夫人の基準とは正反対の女性たちだった。

## キャスト

### 主演
- ピンパトラ：カタリーヤ・マッキントッシュ（マム）
- イチャヤ：ルーク・イシカワ・プラウデン
- M.L.テウィス：タワン・ウィホクラット (テイ)
- アシラ：アタパン・プーンサワット (ガン)
- ケオクラーオ：ウォラニット・ターワンウォン (ムック)
- ヌエンナレート：スタッター・ウドムシン(プンプン)
- ヴィウ：ラチャーナン・マハーワン(フィルム)

### 助演
- アンソニー（イチャヤの父）：Supoj Janjareonborn (Lift)
- カモンカン（ケオクラーオの姉）：Sarucha Petchroj (Yingying)
- ナパー（ケオクラーオの母）：Pattamawan Kaomulkadee (Yui)
- ニチャパ：ジュタピッチ・インチャン（ジェミー）
- Penpetch Benyakul (Jab)
- アマリン・ニティポン
- チャッチャウィット・テーチャラポン(ビクター)
- タラトーン・ジャンタラウォーラカーン(ブーム)
- パチャラー・タプトーン (クラプーク)
- ワンナウィモン・ジェーンアサワメーティー（ジューン）
- カシデット・プルークポン(ブック)
- パウィン・クーラカーラニャウィット
- ベンヤーパー・ジーンプラソーム (ヴィウ)
- パーシディー・ペッスティー(ルックジャン)
- プリヤファット・ロスワンシリ(アーン)
- チャコンパン・ナ・アユタヤー (クラウディア)
- Wae Soul
- Paramej Noiam (Plai)
- Chaidi Dididi (Pattai)

## 制作
当初、2022年10月3日に放映される予定だったが、撮影に問題が発生したことにより、2022年10月10日に延期された。 